# Цифрова електроніка

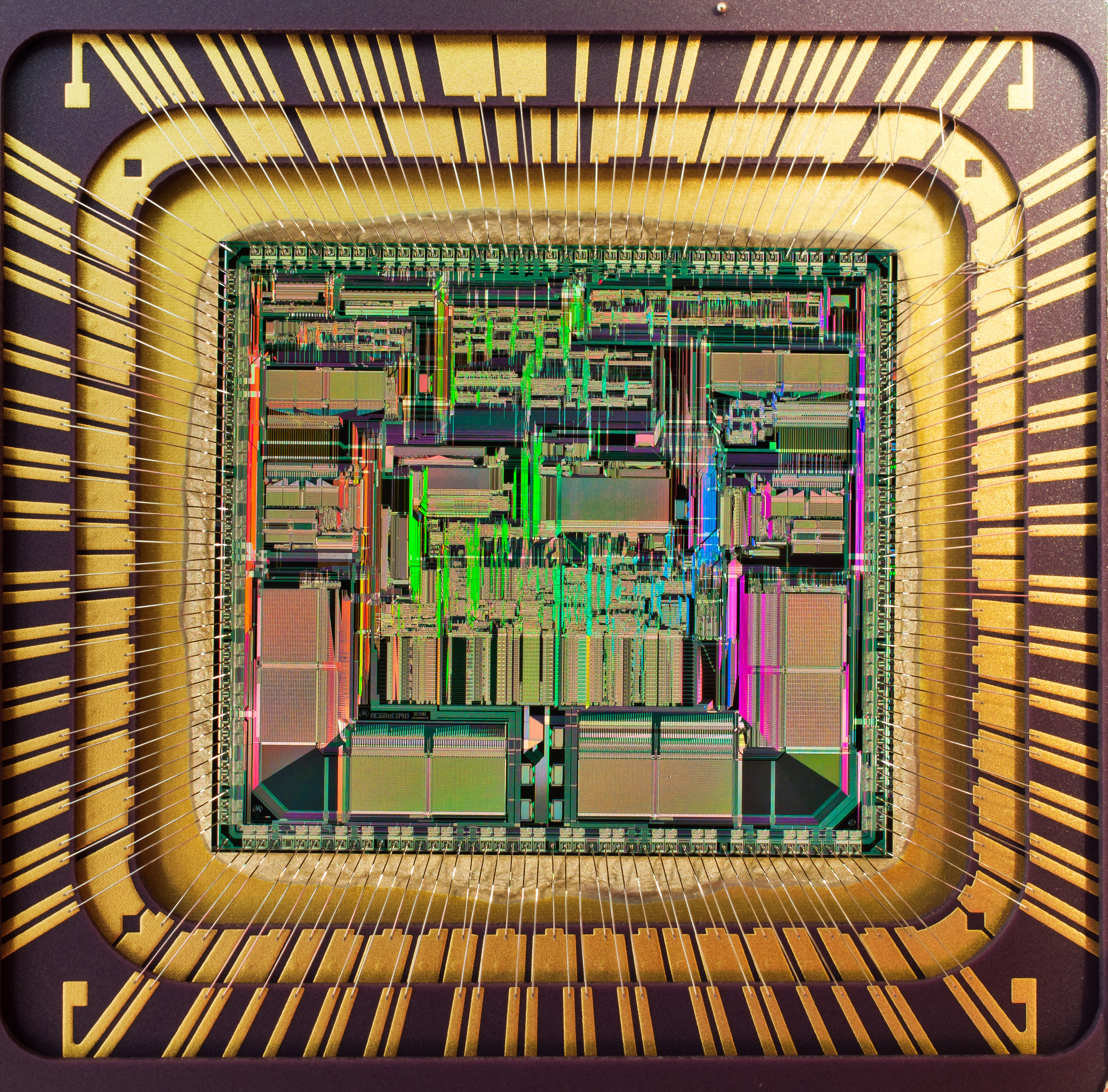
Чип цифрового процесора

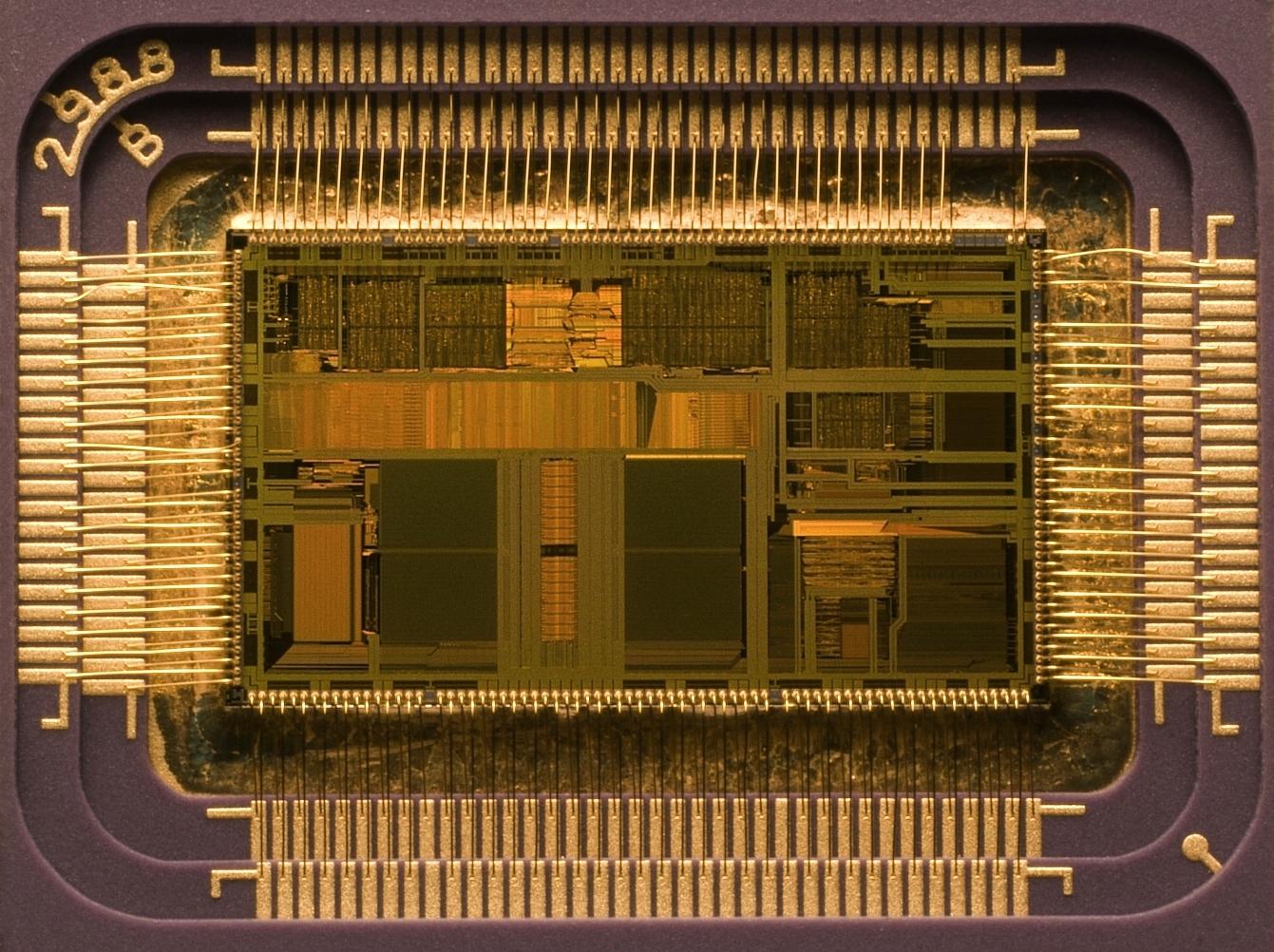
Мікропроцесор Intel 80486DX2

Цифрова електроніка — це галузь науки електроніки, що передбачає вивчення цифрових сигналів та розробку пристроїв на їх основі.

## Цифрові (електронні) схеми
Цифрові (електронні) схеми обробляють цифрові сигнали або оцифровані аналогові сигнали. Діапазон сигналу в них представлений дискретними смугами (інтервалами) аналогового рівня, тобто не неперервною шкалою значень, а дискретною шкалою значень. Всі рівні в межах інтервалу являють собою той же стан сигналу. Відносно невеликі зміни в аналоговому рівні сигналу в зв'язку з виробничими розбіжностями, ослабленням сигналу або паразитними шумами не виходять за дискретний інтервал, і, як наслідок ігноруються подальшою схемою, дозволяючи правильно сприйняти дискретний рівень (стан).
Для цифрових сигналів число дискретних станів зазвичай два, і вони представлені двома групами напруги: один біля опорного значення (зазвичай це «земля» або нуль вольт) і значення поблизу напруги живлення, що за Булевою логікою відповідає значенням «Хибність» («0») і «Істина» («1»).
Цифрові методи зручні, тому що легше зробити електронний пристрій, який перемикається в один з відомих станів, ніж для точного відтворення безперервного діапазону значень.
Цифрові електронні схеми, як правило, являють собою величезні збірки невеликої кількості стандартних логічних вентилів.
Цифрові технології головним чином використовуються в обчислювальній цифровій електроніці, насамперед комп'ютерах, в різних областях електротехніки, таких як ігрові автомати, робототехніка, автоматизація, вимірювальні прилади, радіо-та телекомунікаційні пристрої та багатьох інших цифрових пристроях.
Прикладом, який демонструє можливості цифрових методів, є цифрове кодування аналогових сигналів для передачі без спотворень, пов'язаних з впливом перешкод. Наприклад, звукові та відеосигнали, що передаються по кабелю або за допомогою радіохвиль, сприймають «шум», який потім не можна відокремити від корисного сигналу. Якщо ж переданий сигнал перетворити в ряд чисел, що визначають його амплітуду в послідовні моменти часу, а потім ці числа передавати у вигляді цифрових сигналів, то аналоговий сигнал, відновлений на приймальній стороні (за допомогою ЦАП), не міститиме помилок, якщо рівень шуму в каналі зв'язку не настільки високий, щоб перешкоджати розпізнаванню «одиниць» і «нулів». Цей метод, відомий під назвою імпульсно-кодової модуляції (ІКМ), особливо ефективний в тому випадку, коли сигнал повинен проходити через ряд ретрансляторів, наприклад, при міжконтинентальному телефонному зв'язку, так як відновлення цифрового сигналу в кожному пункті ретрансляції гарантує завадостійкості передачі.
Також цифрові методи використовують космічні зонди, які за допомогою ІКМ передають на землю дані та зображення. Цифровий звукозапис, що розміщується на 12-см оптичних «компакт-дисках», зберігає стереомузичні твори у вигляді 16 розрядів кожні 23 мкс, близько 6 млрд біт інформації на диск.

## Проєктування цифрових схем
Цифрові кола складаються з аналогових компонентів. Розробник повинен гарантувати, що аналогова природа компонентів не буде домінувати при передаванні цифрового сигналу. Цифрові системотехніки повинні враховувати величини шуму і перехідних завад, паразитні індуктивності і ємності, не забувати про фільтри при підключенні до електроживлення.
Невдалі конструкції мають періодичні проблеми з імпульсними завадами, коли короткі імпульси можуть викликати небажане спрацювання деякої логіки; або спотворення імпульсів, які не досягають дійсно «порогових» напруг; або несподівані (англ. "undecoded") комбінації станів логіки.

## Необхідність тестування електронних схем
Необхідність випробування логічного пристрою або системи виникає відразу після виготовлення, оскільки потрібно якомога раніше виявити всі помилки, що виникли в процесі виробництва або ті, що можуть виникнути при подальшій експлуатації. (Мається на увазі, що проект електронного пристрою виконаний абсолютно правильно, що довело логічне моделювання.) Тестування електроніки має величезне значення і повинно враховуватися ще на стадії проектування, оскільки процес виробництва недосконалий.
Схеми можуть мати фізичні дефекти (відмови — англ. fault), які з'являються на етапі виробництва і непередбаченим чином змінюють поведінку пристрою. Крім того, навіть подальші маніпуляції з уже готовою мікросхемою в корпусі також можуть пошкодити її. Метою тестування є виявлення відмов та ідентифікація несправних мікросхем. Результати тестування можуть передаватися виробникові з метою поліпшення технологічного процесу.

## Вбудоване самотестування
Вбудована функція самотестування в електронному пристрої передбачає додаткові схемні елементи, які не тільки дозволяють організувати тестовий режим, але і служать для завдання тестових послідовностей і мають у своєму складі компаратори, які порівнюють ці послідовності з правильними вихідними кодами. Приміром, методика сканування шляху проходження сигналу цілком може застосовуватися у вигляді вбудованого самотестування, якщо розмістити всередині мікросхеми генератор послідовностей, сигнал з якого надходитиме на входи сканування, а також компаратори, приєднані до ліній виходів сканування. Замість генератора спеціальної послідовності можна використовувати і генератор псевдовипадкової послідовності.

## Периферійне сканування
Метод периферійного сканування розширює область застосування техніки сканування шляху на цілі системи
мікросхем. Кожен чип оснащується входом і виходом периферійного сканування. Тригери зчитують інформацію зі звичайних виводів вхідних і вихідних сигналів і формують регістр зсуву. Вихід периферійного сканування кожної мікросхеми з'єднаний зі входом сканування наступної мікросхеми, що і дозволяє побудувати довгий зсувний регістр. Всі мікросхеми можуть індивідуально відключатися від тесту схеми завдяки наявності ліній зв'язку з регістром зсуву.
Цей метод був прийнятий як стандарт тестування електронних плат IEEE 1149.1 (Інститут інженерів з електротехніки та електроніки). До складу кожної мікросхеми входить не тільки регістр зсуву, але і додаткова логіка, яка дозволяє контролювати сам процес тестування.

## Галерея
|               |                    |                |  |
|               |                    |                |  |
| 3-D телевізор | Цифрова фотокамера | Цифровий плеєр |  |